# Auvers-sur-Oise
Auvers-sur-Oise är en kommun i departementet Val-d'Oise i regionen Île-de-France i norra Frankrike. Kommunen ligger i kantonen La Vallée-du-Sausseron som tillhör arrondissementet Pontoise. År 2022 hade Auvers-sur-Oise 6 820 invånare.
Orten ligger 27,2 km från Paris centrum.
Ortens kyrka, den romanska 1200-talskyrkan L'église Notre-Dame-de-l'Assomption, är motivet i Vincent Van Goghs målning Kyrkan i Auvers från 1890.

## Befolkningsutveckling
Antalet invånare i kommunen Auvers-sur-Oise
| Referens: INSEE |